# Metastelma occidentale
Metastelma occidentale là một loài thực vật có hoa trong họ La bố ma. Loài này được (Spreng.) Alain mô tả khoa học đầu tiên năm 1991.